# Kempnyia brasiliensis
Kempnyia brasiliensis är en bäcksländeart som först beskrevs av Pictet, F.J. 1841.  Kempnyia brasiliensis ingår i släktet Kempnyia och familjen jättebäcksländor. Inga underarter finns listade i Catalogue of Life.